# Deutsche Post (Germania Est)
La Deutsche Post (DP), o Deutsche Post der DDR era l'agenzia statale avente il monopolio sui servizi postali e sulle telecomunicazioni della Repubblica Democratica Tedesca e posta sotto il controllo del Ministero dei servizi postali e delle telecomunicazioni della RDT (Ministerium für Post- und Fernmeldewesen der DDR -MPF), parte del Consiglio dei Ministri (Ministerrat der DDR). Fu attiva dal 1949 fino al 3 ottobre 1990 in seguito alla riunificazione tedesca.

## Storia
Con la fine della seconda guerra mondiale in Europa nel maggio del 1945, la Commissione alleata di controllo subentrò al regime nazista nel territorio tedesco e, tra le sue politiche, venne assorbita la Deutsche Reichspost dalle autorità occupanti. La Germania fu divisa in quattro zone di occupazione mentre Berlino in quattro settori; i territori a est della linea Oder-Neiße furono assegnati alla Polonia e all'Unione Sovietica. Uno dei primi obiettivi da raggiungere per instaurare un governo civile in Germania fu quella del ripristino dei servizi postali e delle telecomunicazioni.

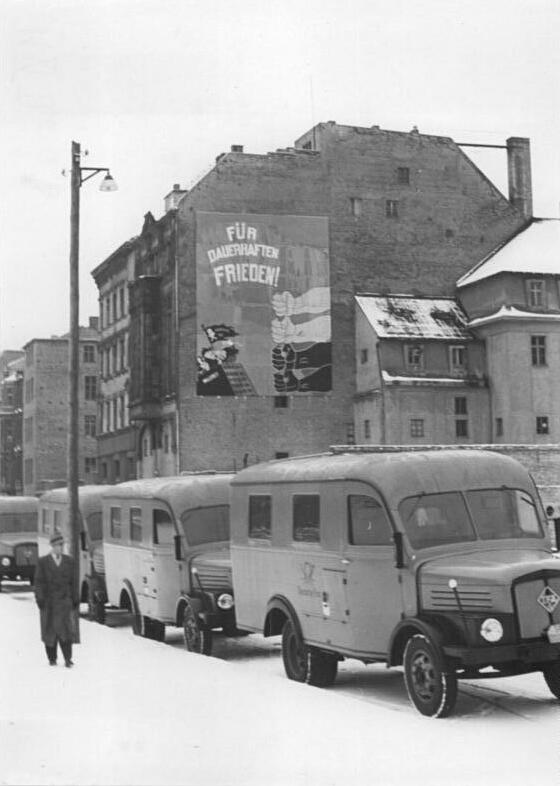
Nuovi furgoni postali nel 1952.

L'Amministrazione tedesca centrale per i servizi delle comunicazioni (Deutsche Zentralverwaltung für das Nachrichtenwesen) iniziò il suo lavoro nella zona di occupazione sovietica, sotto la giurisdizione dell'Amministrazione militare sovietica il 27 luglio 1945, e gli uffici postali nella zona caddero sotto la sua autorità. Inizialmente, i singoli Länder della zona sovietica emettevano i propri francobolli, ma dal 1946 iniziò l'emissione di francobolli Deutsche Post, validi in tutte e quattro le zone di occupazione.
Quando le negoziazioni su una valuta unica tedesca furono interrotte, gli alleati occidentali procedettero alla riforma monetaria nella Germania ovest e il 21 giugno 1948 fu introdotto il marco tedesco. In risposta, l'URSS annunciò tre giorni dopo la sua riforma per la Germania est, con la quale il marco tedesco orientale divenne la valuta ufficiale della zona sovietica e i francobolli furono marcati con sovrastampe, sancendo definitivamente la divisione economica tra i due stati tedeschi. Nel luglio del 1948, i francobolli delle serie precedenti furono sovrastampati con la scritta "Sowjetische Besatzungszone" e successivamente la zona sovietica emise francobolli diversi da quelli occidentali, tutti, tuttavia, con la dicitura "Deutsche Post".
La Repubblica Federale Tedesca (RFT) fu fondata il 23 maggio 1949, seguita il 7 ottobre dalla Repubblica Democratica Tedesca. Nella RFT la Deutsche Post venne rinominata in Deutsche Bundespost nel 1950, mentre la RDT mantenne il nome originale. A causa dello status d'occupazione di Berlino, il servizio postale di Berlino Ovest era tecnicamente indipendente dalla Bundespost ed era noto come Deutsche Bundespost Berlin. Tuttavia, tali requisiti non venivano applicati alla DP attiva a Berlino Est.

### Riunificazione
Con la riunificazione della Germania avvenuta il 3 ottobre 1990, la DP divenne parte della Deutsche Bundespost, successivamente privatizzata e rinominata Deutsche Post AG il 1 gennaio 1995. Durante il processo di riunificazione i francobolli emessi dalla DP divennero validi anche nella ex Germania ovest e viceversa, fino all'esaurimento delle scorte e alle date di scadenza, fissate al 1 ottobre 1990 per la serie Mi #1004-#3343 e al 12 dicembre 1991 per quelli delle serie Mi #3344-#3365.

## Funzioni
Similmente alle altre amministrazioni postali europee fino agli anni novanta, la DP garantiva i seguenti servizi su tutto il territorio della RDT:
- Posta e filatelia
- Telefonia
- Telegrammi
- Servizi postali bancari (inclusi conti di risparmio)

Sebbene i servizi bancari fossero disponibili anche attraverso altre istituzioni, la DP aveva il monopolio sull'erogazione di servizi postali e di telecomunicazioni nella RDT (inclusa Berlino Est).
La DP aveva 2 279 uffici postali nella RDT e 9 586 filiali in altri paesi. Nel 1985, la DP aveva trasportato 1,273 miliardi di lettere, 15 milioni di pacchi e 40 milioni di pacchetti, mentre il sistema telefonico gestì 767 milioni di chiamate a lunga distanza e 1,317 miliardi di telefonate locali.

### Filatelia

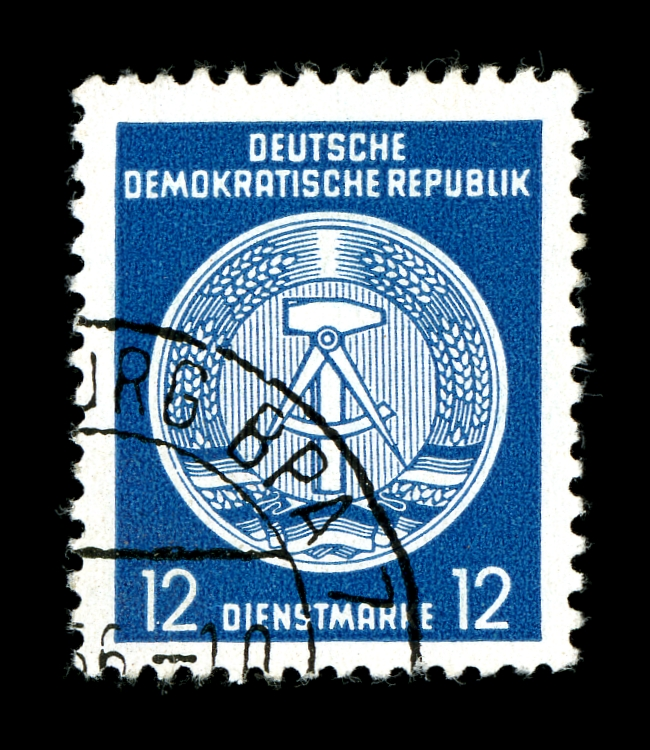
Un francobollo con l'emblema della RDT (1954), Mi:DD 20.

Il primo francobollo (Mi:DD 242) è stato emesso il 9 ottobre del 1949 in occasione del 75º anniversario dell'Unione postale universale (UPU). Il regolare servizio di posta aerea iniziò nel 1950, prima con l'URSS ed in seguito con altri paesi. Con la creazione dei due stati tedeschi, le poste tra i due paesi furono gesistite in base ai regolamenti dell'UPU.
In base al catalogo Scott, nei successivi 41 anni la DP ha emesso più francobolli di qualsiasi altra autorità postale in Germania: 2 802 francobolli diversi tra cui alcuni commemorativi, oltre a 191 modelli semi-postali e 16 francobolli per la posta aerea. I temi dei commemorativi riguardavano tematiche comuni (come natura, sport e arte), scienza, tecnologia e comunismo. Inoltre, la DP ha emesso 44 tipologie di francobolli ufficiali. In seguito all'unificazione monetaria ed economica delle due Germanie avvenuta il 1º luglio 1990, i francobolli venivano denominati in marchi tedeschi occidentali. L'ultima serie di francobolli della DP è del 2 ottobre 1990, dedicata al centenario della morte di Heinrich Schliemann (Mi:DD 3364/5).

#### Francobolli per valuta forte
Alcuni francobolli furono emessi per la vendita in modo da poter guadagnare della valuta forte all'estero. Queste serie non venivano prodotte per la circolazione al pubblico generale ma venivano venduti direttamente ai compratori esteri e ai filatelici registrati. La DP ideò la pratica di produrre un francobollo specifico in una serie intenzionalmente in un numero limitato di copie – chiamato Sperrwert – per aumentare artificialmente il valore del francobollo e della serie. Il primo Sperrwert è stato il Mi:DD 464 della serie dedicata a Friedrich Schiller emessa dal 30 aprile 1955. Un altro esemplare di Sperrwert fu quello da 25 pfennig emesso nella serie del 1981 Mi:DD 2587, raffigurante il College per la tecnologia del traffico: gli altri francobolli furono stampati in quantità comprese tra le 4,5 e le 16 milioni di unità, ma furono emessi solamente 2 milioni di esemplari dello Sperrwert.

### Distribuzione di periodici
La DP deteneva anche il monopolio nella distribuzione di periodici nella RDT, sia per le edicole sia per gli abbonati, come stabilito da una legge del 3 aprile 1959. La DP possedeva una lista centrale dei periodici autorizzati nazionali ed esteri. La non registrazione alla lista avrebbe portato al divieto della circolazione e della vendita del periodico all'interno della RDT. Le riviste straniere autorizzate provenivano quasi sempre da altri paesi del blocco orientale, come l'Unione Sovietica. La distribuzione dei periodici avveniva principalmente tramite una rete di edicole diffuse nel territorio, incluse le stazioni ferroviarie, aree di servizio e zone urbane. Le consegna tramite abbonamento erano abbastanza rare in parte perché le copie di riviste popolari non erano di solito abbastanza sufficienti a soddisfare la richiesta.
Molte pubblicazioni tedesche orientali (e dell'Europa occidentale) erano escluse dalla lista. Tuttavia, verso la fine degli anni ottanta, anche determinati periodici sovietici, come il famoso Sputnik, furono rimossi dalla lista delle distribuzioni autorizzate, portando quindi alla messa al bando delle stesse. Tuttavia, nell'ottobre del 1989, il Ministero per i servizi postali e delle telecomunicazioni annunciò che Sputnik sarebbe stato reinserito nella lista.

## Organizzazione

Bandiera ufficiale dal 1955 al 1973.

L'agenzia era divisa in direttorati (Direktionen), a sua volta suddivisi in uffici (Ämter). Inoltre, la DP operava le strutture di produzione per la costruzione di telecomunicazioni, per i servizi tecnici radiotelevisivi oltre ai relativi istituti per la ricerca e la formazione.
La DP aveva una propria bandiera costituita dalla bandiera nazionale tedesca con un corno postale al centro. Il colore utilizzato per indicare i servizi postali era il tradizionale giallo, quello per le telecomunicazioni era il grigio mentre quello per i servizi tecnici radiotelevisivi era il blu scuro. Le uniformi dei postini furono modificate diverse volte, ed erano esclusivi del servizio postale, mentre gli addetti degli altri servizi mostravano un uniforme solo per gli eventi speciali.
All'interno della DP erano presenti i seguenti gradi:
- Assistenti (Unterassistent, Assistent, Oberassistent, Hauptassistent: 1 striscia, da 1 a 4 stelle)
- Segretari (Untersekretär, Sekretär, Obersekretär, Hauptsekretär: 2 strisce, da 1 a 4 stelle)
- Ispettori (Inspektor, Oberinspektor, Amtmann: 3 strisce, da 1 a 3 stelle)
- Consiglieri (Rat, Oberrat, Hauptrat: 1 ampia striscia, da 1 a 3 stelle con foglie di quercia)
- Direttori (Direktor, Oberdirektor, Hauptdirektor: 2 strisce ampie, da 1 a 3 stelle con foglie di quercia)

Gli impiegati civili della DP venivano formati nelle scuole del direttorato, alla Scuola d'ingegneria Rosa Luxemburg di Lipsia e al College per la tecnologia del traffico (Hochschule für Verkehrswesen) di Dresda.